# Western Ontario Hockey League
Western Ontario Hockey League (WOHL), tidigare Western Ontario Junior B Hockey League och Greater Ontario Hockey League, var en juniorishockeyliga som var baserat till störst del i den kanadensiska provinsen Ontario men även i den amerikanska delstaten Michigan. Ligan var sanktionerad av det nationella ishockeyförbundet Hockey Canada och det regionala ishockeyförbundet Ontario Hockey Association (OHA).

## Historik
År 1968 lämnade ishockeylagen Brantford Foresters, Chatham Maroons, Guelph Imperials, St.Thomas Barons och Sarnia Legionnaires OHA och grundade ishockeyligan Western Ontario Junior A Hockey League. OHA svarade med att året därpå grunda denna med namnet Western Ontario Junior B Hockey League (WOJHL) och där London Squires, St. Mary's Lincolns, Sarnia Bees, Strathroy Rockets, Stratford Warriors och Waterloo Siskins deltog. År 1978 gjorde OHA en omorganisation och ishockeyligan expanderade efter att Southwestern Junior B Hockey League och Mid-Ontario Junior B Hockey League blev fusionerad med WOJHL. Mellan 1999 och 2001 gick ishockeyligan under namnet Greater Ontario Hockey League (GOHL) innan de bytte till det slutliga namnet. År 2007 blev WOHL fusionerad med Golden Horseshoe Junior Hockey League (GHL) och Mid-Western Junior Hockey League (MWJHL) och bildade Greater Ontario Junior Hockey League (GOJHL). Den första säsongen var ishockeyligorna separata från varandra men hade gemensamt kansli. Året efter slogs alla tre ihop och blev en enda ishockeyliga.

## Lagen
Ett urval av ishockeylag som spelade i WOHL.
| - Aylmer Aces - Belle River Bulldogs - Brantford Classics - Chatham Maroons - Chatham Mic Macs - Leamington Flyers - London Diamonds - London-Glencoe Squires | - London Squires - London Nationals - Michigan Americans - Petrolia Jets - Port Huron Flags - St. Marys Lincolns - St. Thomas Stars - Sarnia Bees | - Sarnia Blast - Starthroy Blades - Strathroy Rockets - Stratford Warriors - Tecumseh Chiefs - Windsor Bulldogs - Windsor Royals |

## Mästare
Samtliga lag som blev mästare för varje spelad säsong.
| - 1969–1970: Stratford Warriors - 1970–1971: Stratford Warriors - 1971–1972: St. Marys Lincolns - 1972–1973: Sarnia Bees - 1973–1974: Sarnia Bees - 1974–1975: London-Glencoe Squires - 1975–1976: St. Marys Lincolns - 1976–1977: Sarnia Bees - 1977–1978: Windsor Royals - 1978–1979: Windsor Royals - 1979–1980: Windsor Royals - 1980–1981: London Diamonds - 1981–1982: Sarnia Bees | - 1982–1983: London Diamonds - 1983–1984: London Diamonds - 1984–1985: St. Marys Lincolns - 1985–1986: St. Thomas Stars - 1986–1987: St. Thomas Stars - 1987–1988: St. Thomas Stars - 1988–1989: Sarnia Bees - 1989–1990: Chatham Mic Macs - 1990–1991: Chatham Mic Macs - 1991–1992: London Diamonds - 1992–1993: Sarnia Bees - 1993–1994: St. Marys Lincolns - 1994–1995: St. Thomas Stars | - 1995–1996: St. Thomas Stars - 1996–1997: Strathroy Rockets - 1997–1998: Chatham Maroons - 1998–1999: Chatham Maroons - 1999–2000: Chatham Maroons - 2000–2001: Chatham Maroons - 2001–2002: Sarnia Blast - 2002–2003: Petrolia Jets - 2003–2004: Chatham Maroons - 2004–2005: Chatham Maroons - 2005–2006: Chatham Maroons - 2006–2007: Strathroy Rockets |

## Spelare

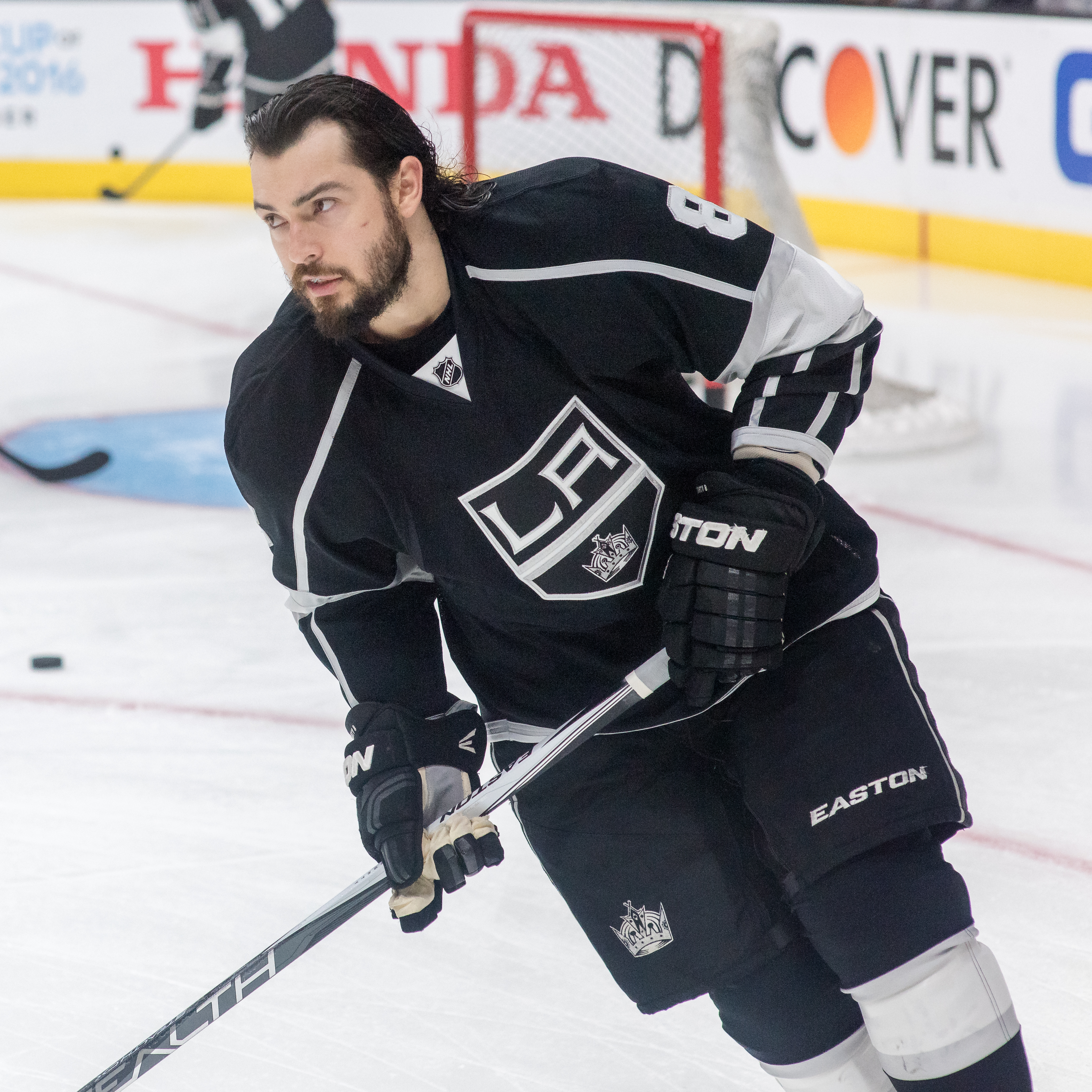
Drew Doughty.

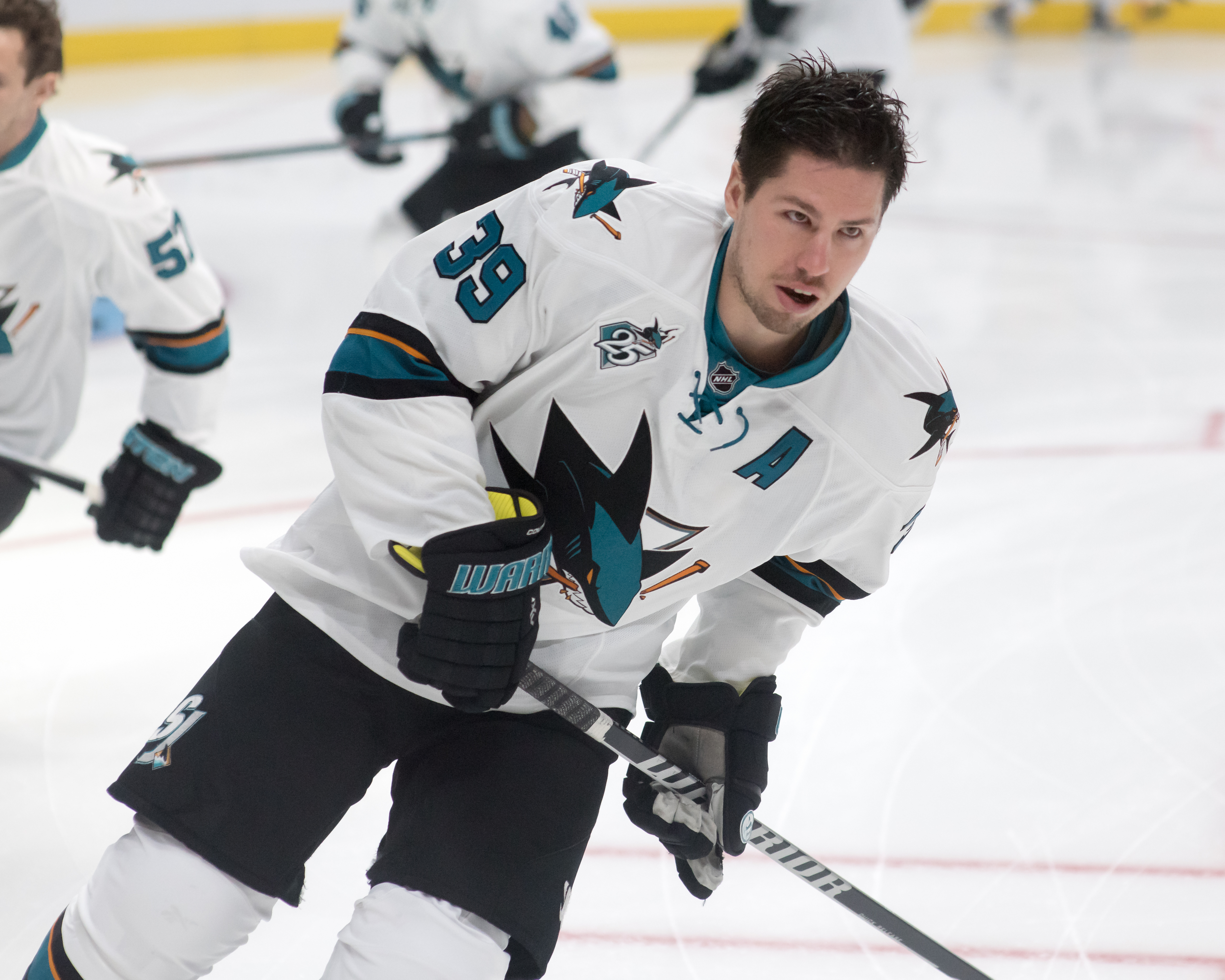
Logan Couture.

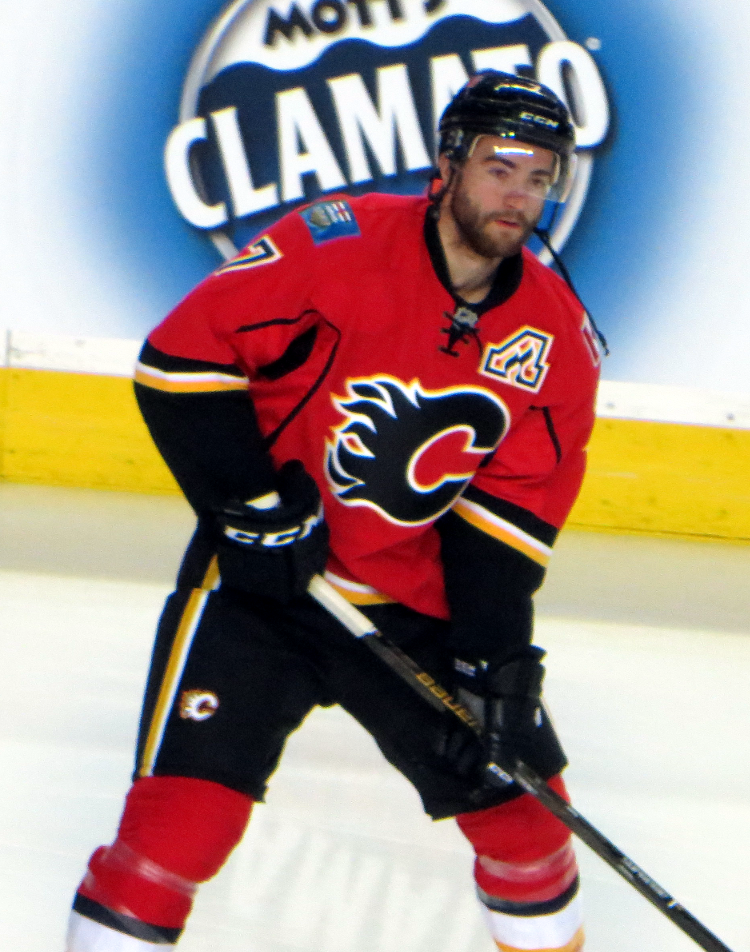
T.J. Brodie.

Ett urval av ishockeyspelare som spelade en del av sina ungdomsår i ligan.
| Målvakter | Backar - T.J. Brodie - Drew Doughty - Tim Gleason - D.J. Smith | Forwards - Justin Azevedo - Gregory Campbell - Logan Couture - Cory Emmerton - Zack Kassian - Matt Martin - Greg McKegg - Cal O'Reilly - Matt Read - Craig Simpson - Mike Stapleton - Charlie Stephens - Scott Thornton - Kyle Wellwood - Garrett Wilson - Paul Ysebaert |